# Dialogul Teologilor
Dialogul Teologilor este un eseu scris de Radu Negrescu-Suțu și apărut la Editura Dorul din Danemarca în anul 1995. Sub același titlu a fost publicat un volum apărut la Editura Criterion din București, în 2009, care, pe lângă eseul respectiv cuprinde alte eseuri, nuvele, articole și interviuri din exilul parizian scrise de Radu Negrescu-Suțu.  
Dialogul Teologilor este o lucrare inedită în literatura română, întrucât nici Abélard și nici Origen nu erau români, și în plus dialogurile lor nu includ și latura musulmană. (Pierre Abélard : ‘’Dialogue entre un Philosophe, un Juif et un Chrétien’’ ; Origen : ‘’Contra Celsum’’) Dialogul este purtat între trei teologi, reprezentanți ale celor trei mari religii monoteiste : un preot creștin, un rabin și un imam, care trebuie să dezbată cu pasiune dar și cu toleranță și respect mutual delicatul subiect al recunoașterii Mesiei, altfel dialogul religios se împotmolește curând, nemaiputând avansa către o cunoaștere reciprocă. Fiecare trebuie să rămână, bineînțeles, fidel credinței sale proprii, purtătoare de energii spirituale, însă respectând în același timp credința și identitatea celorlalți.  
Concluzia care se impune este că orice discriminare socială care ar putea rezulta, de o parte sau de alta, din cauza acestor polemici pur religioase, este de deplorat și de condamnat, întrucât niciun om nu poate fi exclus pentru convingerile sale religioase, atâta timp cât ele nu devin un pericol public. Orice religie poate fi combătută, însă în limitele unei decențe ce se impune, cu atât mai mult cu cât subiectul polemicii este divin sau tangențial cu noțiunea de divinitate.

## Aprecieri critice
„… Gânditorul ascuns în textele ordonate dă impresia unui permanent căutător de mistere, în simboluri de cultură umană și creație cosmică. Decodarea unor asemenea simboluri presupune o inițiere savantă în mijloace și metode peculiare, capabile să trezească revelații și să amplifice gama cercetării dincolo de limitele aparente.”—George Băjenaru
„ ...Radu Negrescu-Suțu a făcut parte dintr-un grup de prieteni aderenți la Apelul nostru care a generat Mișcarea pentru Drepturile Omului din 1977, pe dată înhățați de Securitate, anchetați cu ,,blândețea’’ legendară a Organului și trimiși… la Canal (ediția a II-a). După opinia mea (subiectivă, răutăcioasă), el a rămas printre puținii exilați care nu au uitat de unde vin și ce și pe cine au lăsat acolo de unde vin. Prezența sa constantă în trebile Cetății nu l-a împiedecat să scrie : el este - după cum se va constata - autorul a zeci de articole, de dialoguri/interviuri. De asemeni, autor al monumentalului volum Cartea de Aur a Familiei Suțu, tratat de genealogie al cuiva care nu este nici istoric, nici genealogist, ci doar… membru al familiei numite.  Apoi Radu Negrescu-Suțu este și autorul Dialogului Teologilor, lucrare inedită în literatura română, în care trei teologi imaginari, dar care ar putea exista, dezbat un subiect spinos, recunoașterea Mesiei… Mă bucur ca totdeauna când un prieten, un coleg scoate o carte. De parcă ar fi și a mea.”—Paul Goma
„ ...Scriitorul Radu Negrescu-Suțu are o idee ingenioasă, aceea de a prezenta un dialog imaginar între trei Doctori în Teologie : un Rabin, un Preot creștin și un Imam, despre Iisus Hristos. Pentru elaborarea lucrării, autorul s’a documentat foarte mult, ajungând să cunoască în amănunțime cărțile sfinte ale acestor trei mari religii ale omenirii : Talmudul, Biblia și Coranul și să extragă tot ce afirmă ele despre Mântuitor. Dialogul imaginar se petrece într’un amfiteatru din Paris (orașul rațional, al luminilor, nu a fost ales întâmplător), prin anii 90 și nu ocolește problemele de dispută ale religiilor convocate : natura divină sau omenească a lui Iisus, adevărul asupra minunilor pe care Le-a înfăptuit, cu putere divină sau magie, dacă El este Cel așteptat și prevestit în prorociri etc. Nu lipsesc nici blasfemiile mozaice din Toledoth Yeshu (versiunile Viena și Strasbourg). Să fi dorit autorul să provoace astfel o reacție polemică ? Mai mult ca sigur că urmărea să arate că nimeni nu dorește să-și recunoască vina. (…) La sfârșitul ficțiunii, autorul afirmă că a încercat să-i contacteze pe cei trei teologi pentru a se pune de acord în problema toleranței și respectului mutual, dar niciunul nu a răspuns. Concluzia este precizată de autor : niciun om nu poate fi exclus pentru convingerile sale religioase, atâta timp cât ele nu devin un pericol public. Orice religie poate fi combătută, însă în limitele unei decențe ce se impune, cu atât mai mult cu cât subiectul polemicii este divin sau tangențial cu noțiunea de divinitate. Dialogul Teologilor (Editura Criterion publishing, 2009) este o carte provocatoare.”—Lucian Gruia